# Joetta Clark-Diggs
Joetta Clark-Diggs (ur. 1 sierpnia 1962 w East Orange) – amerykańska lekkoatletka, specjalizująca się w biegach średniodystansowych. Czterokrotna uczestniczka letnich igrzysk olimpijskich (Seul 1988, Barcelona 1992, Atlanta 1996, Sydney 2000).

## Sukcesy sportowe
- piętnastokrotna medalistka mistrzostw Stanów Zjednoczonych w biegu na 800 metrów – pięciokrotnie złota (1988, 1989, 1992, 1993, 1994), czterokrotnie srebrna (1995, 1996, 1997, 1998) oraz sześciokrotnie brązowa (1982, 1986, 1987, 1990, 1991, 2000)
- siedmiokrotna halowa mistrzyni Stanów Zjednoczonych w biegu na 800 metrów – 1987, 1988, 1989, 1990, 1996, 1997, 1998

| Rok  | Miasto       | Zawody                    | Konkurencja   | Wynik         |
| ---- | ------------ | ------------------------- | ------------- | ------------- |
| 1987 | Indianapolis | Halowe mistrzostwa świata | bieg na 800 m | 6. miejsce    |
| 1987 | Zagrzeb      | Uniwersjada               | bieg na 800 m | brązowy medal |
| 1992 | Barcelona    | Igrzyska olimpijskie      | bieg na 800 m | 7. miejsce    |
| 1993 | Toronto      | Halowe mistrzostwa świata | bieg na 800 m | brązowy medal |
| 1997 | Paryż        | Halowe mistrzostwa świata | bieg na 800 m | brązowy medal |
| 1997 | Ateny        | Mistrzostwa świata        | bieg na 800 m | 7. miejsce    |
| 1998 | Nowy Jork    | Igrzyska Dobrej Woli      | bieg na 800 m | brązowy medal |

## Rekordy życiowe
| konkurencja         | na stadionie                            | w hali                      |
| ------------------- | --------------------------------------- | --------------------------- |
| bieg na 400 metrów  | 52,37 – Randalls Island, 01/06/1996     |                             |
| bieg na 800 metrów  | 1:57,84 – Monako, 08/08/1998            | 1:59,82 – Paryż, 09/03/1997 |
| bieg na 1000 metrów | 2:37,45 – Villeneuve-d’Ascq, 29/06/1997 |                             |
| bieg na 1500 metrów | 4:20,09 – Knoxville, 11/04/1997         |                             |